# Alaina Huffman
Alaina Huffman (przy urodzeniu Alaina Kalanj; ur. 17 kwietnia 1980 w Vancouver) – kanadyjska aktorka filmowa i telewizyjna.
Debiutowała w 2001. W 2003 wyszła za mąż za Johna Huffmana (mają czworo dzieci).

## Filmografia

### Filmy
- 2008: Jack Hunter i zaginiony skarb Ugaritu (Jack Hunter and the Lost Treasure of Ugarit) jako Lena Halstrom
- 2013: This Magic Moment – jako Emily McIntyre

### Seriale TV
- 2007: Painkiller Jane jako Maureen Bowers
- 2008-2011: Tajemnice Smallville jako Dinah Lance / Black Canary
- 2009–2011: Gwiezdne wrota: Wszechświat (Stargate Universe) jako Tamara Johansen
- 2013–2014: Nie z tego świata (Supernatural) Abaddon / Josie Sands